# Carolopaulacoutoia
Carolopaulacoutoia (лат.) — род вымерших сумчатых млекопитающих из семейства Sternbergiidae, обитавших в Южной Америке.
Известен по останкам одного вида — Carolopaulacoutoia itaboraiensis — обнаруженным в верхнепалеоценовых породах в районе города Итабораи (штат Рио-де-Жанейро, Бразилия), в честь которого вид и был назван.
Впервые был описан в 1970 году Карлосом де Паула Куто (порт. Carlos de Paula Couto), присвоившим новому роду название Sternbergia. Позже выяснилось, что так уже называется ископаемая миоценовая рыба, описанная в 1925 году Jordan и Gilbert, поэтому в 1997 году род был переименован McKenna и Bell в честь первооткрывателя.
Систематики не пришли к единому мнению в отношении родительского таксона рода: его последовательно включали в семейство опоссумовых (Didelphidae), в надсемейство Didelphoidea, в отряд опоссумов (Didelphimorphia) и в состав сумчатых incertae sedis, пока в 2011 году Oliveira и  Goin не включили в семейство Sternbergiidae.
Семейство Sternbergiidae, выделенное 1994 году Szalay как подсемейство Sternbergiinae, сохранило название, производное от первоначального названия рода, в отличие от него самого. В 2011 году Oliveira и  Goin включили его непосредственно в надотряд Ameridelphia, объединяющем 2 отряда сумчатых (опоссумов и ценолестов), а также ряд вымерших таксонов.